# Afrodita
Afrodita (Ἀφροδίτη, Aphrodítê) u grčkoj mitologiji boginja je ljubavi, ljepote, požude i spolnosti. Afroditin je pandan u rimskoj mitologiji Venera, a u egipatskoj Hathor.

## Etimologija
Tradicionalna etimologija Afroditina imena povezuje ga s grčkom riječi aphros = "pjena", tako je Afrodita "rođena u morskoj pjeni". Vjerojatnije je da je ime feničkog porijekla. Od životinja joj je posvećen slavuj, a od biljaka ruža.

## Mitologija

### Rođenje
Njezino je porijeklo nejasno. Prema Homeru, ona je kći vrhovnog boga Zeusa i božice kiše Dione.
Prema Heziodu u Teogoniji rodila se iz morske pjene, koju je oplodio bog neba Uran, nakon što mu je njegov sin Kron odsjekao genitalije kamenim srpom. Potom je izašla iz mora na otok Cipar.
U drugim pak mitološkim izvorima piše da je Talasina i Zeusova kći, jer je Talasa bila božica mora.

Zahvaljujući svojoj ljepoti i čarolijama kojima je vladala, postala je jedna od najmoćnijih božica. Ni bogovi niti ljudi nisu joj mogli odoljeti. Osim toga, imala je i više pomoćnika i pomoćnica: Harite (boginje ljupkosti i ljepote), Hore (boginje godišnjih doba), Peitu (boginju udvaranja i ljubavnog nagovora), Himena (boga ženidbe) i Erosa, mladog boga ljubavi čijim ljubavnim strelicama nitko nije mogao umaknuti.
Budući da ljubav u životima bogova i ljudi ima jako važnu ulogu, Afrodita je bila vrlo cijenjena. Onaj tko joj je iskazivao počasti i prinosio žrtve, mogao je biti siguran u njenu naklonost. Samo je bila pomalo nestalna, a sreća koju je pružala često je bila i prolazna. Katkad je činila čuda kakva može učiniti samo ljubav: ciparskom kiparu Pigmalionu oživjela je mramorni kip u koji se on zaljubio. Svoje je ljubimce štitila na bojištima, u morskim olujama i od spletaka neprijatelja. Znala je i mrziti, jer mržnja je rođena sestra ljubavi.
Bojažljivog mladića Narcisa, koji je prema kleveti ljubomornih nimfi prezreo njene darove, dovela je do toga da se zaljubio u samog sebe i na kraju počinio samoubojstvo. Ali sama nije imala sreće u ljubavi: nije znala zadržati nijednog svog ljubavnika. Ni brak joj nije bio sretan. Zeus joj je za muža odredio najneuglednijeg, hromog i vječito oznojenog božanskog kovača Hefesta. Kao naknadu za to tražila je utjehu kod živahnog boga rata Aresa, s kojim je imala petero djece (Erosa, Anterosa, Dima, Foba i Harmoniju), zatim kod boga vina Dioniza (s kojim je imala sina Prijapa), uz ostale i kod boga Hermesa. Utjehu je tražila i kod običnih smrtnika, dardanskog kralja Anhiza (kojem je rodila sina Eneju) i kod lijepog Adonisa, strastvenog lovca, za kojega je od Zeusa izmolila besmrtnost.

### Trojanski rat
Od njezinih upletanja u veće događaje iz svijeta mitova, najdalekosežnije je posljedice imala njena naklonost prema sinu trojanskog kralja Prijama, mladom Parisu. Kao nagradu za to što joj je u sporu s boginjama Herom i Atenom dao prvenstvo u ljepoti, obećala mu je najljepšu od svih smrtnih žena. Ta žena, po nepodijeljenom mišljenju bogova i ljudi, bila je Helena iz Arga, žena spartanskog kralja Menelaja.
Afrodita je pomogla Parisu da odvede Helenu u Troju. Menelaj se nije htio odreći svoje žene i tražio je da mu se vrati. Budući da je Paris to odbio, Menelaj je uz pomoć svog brata Agamemnona, moćnog mikenskog kralja, podigao sve ahejske kraljeve u kazneni pohod protiv Troje. Pod Agamemnonovim vođstvom otplovilo je sto tisuća Ahejaca preko mora i napalo Troju.
Afrodita je, naravno, pomagala Trojancima, ali borba nije bila njezina jača strana. Bilo je, na primjer, dovoljno da je okrzne koplje ahejskog vojskovođe Diomeda pa da plačući uzmakne s bojišta. 
U strašnom desetogodišnjem ratu, u kojem su sudjelovali svi tadašnji junaci i gotovo svi bogovi, Paris je na kraju poginuo, a nakon njegove smrti pala je i Troja.

## Napomene
1. ↑  Hesiod, Theogony, 188
2. ↑  Homer, Ilijada 5.370.
3. ↑  Eros je u nekim izvorima sin Afrodite, a u drugim je nastao iz Kaosa

## Vanjske poveznice
- Afrodita u klasičnoj literaturi i umjetnosti (engl.)
- Afrodita u grčkoj mitologiji (engl.)